# Adeopapposaurus
Adeopapposaurus là một chi khủng long, được R. N. Martinez mô tả khoa học năm 2009.